# Turquía en la Copa Mundial de Fútbol de 2002
La selección de Turquía fue uno de los 32 equipos participantes en la Copa Mundial de Fútbol de 2002, torneo que se llevó a cabo del 31 de mayo al 30 de junio en Corea del Sur y Japón.
Los turcos regresaban al mundial después de 48 años de ausencia, pues su última participación había sido en la edición de 1954, donde no lograron clasificarse a la fase final. Turquía estuvo en el grupo C junto con Brasil, China y Costa Rica. En el primer partido, Turquía empezó ganando a Brasil con un gol de Hasan Sas, anotado en el minuto 45', pero la selección brasileña lograría remontar el partido con un tanto de Ronaldo y un polémico penal de Rivaldo, por el cual expulsaron a Alpay Özalan. Los turcos necesitaban una victoria para clasificarse.
Para el segundo partido, Emre Belozoglu logró anotar en la portería de Erick Lonnis, pero a punto de acabar el partido, el jugador Winston Parks también consiguió anotar y Costa Rica y Turquía quedaron empatados 1:1. Con solo un punto, la clasificación dependía de su desempeño en el último partido contra China, y del partido de Costa Rica contra Brasil. Turquía venció fácilmente a los chinos por 3:0. Para su suerte, Brasil venció de goleada a Costa Rica por 5:2, lo que dejó con un gol menos a Costa Rica y Turquía logró clasificarse a la fase final por primera vez en su historia.
Para los octavos de final, Turquía se enfrentaba a una de las selecciones anfitrionas, Japón. Al inicio del partido, en el minuto 12' Umit Davala marcó el único gol del partido, llevando a los turcos a sus primeros cuartos de final y eliminando al anfitrión Japón. En cuartos de final, Turquía luchaba por un puesto en semifinales por primera vez contra Senegal. El partido terminó empatado a 0:0 en el tiempo normal; pero en el tiempo extra, un pase de Davala centrado llegaría a Ilhan Mansiz, que anotaría el gol de oro que llevó a Turquía a una semifinal inédita.
En la semifinal, Turquía quería la revancha con Brasil. El primer tiempo estuvo muy cerrado, pero al segundo tiempo, en el minuto 50', llegaría otra vez Ronaldo con el único gol del partido.
En el partido por el tercer puesto, Turquía se enfrentó al otro país organizador, Corea del Sur. En el segundo 11', Hakan Sukur rompería un récord al anotar el gol más rápido de la historia de los mundiales; el partido finalizó con un 3:2 a favor de los turcos, que consiguieron el 3.er puesto, lo cual representó todo un triunfo para su selección.

## Clasificación
Luego de la disputa del Grupo 4, Turquía culminó en la segunda posición por lo que disputó la repesca contra Austria tras el sorteo de la UEFA, venció en dicha instancia para clasificar la Copa Mundial de Fútbol.

### Grupo 4
| Equipo              | Pts | PJ | PG | PE | PP | GF | GC | Dif |
| ------------------- | --- | -- | -- | -- | -- | -- | -- | --- |
| Suecia              | 26  | 10 | 8  | 2  | 0  | 20 | 3  | 17  |
| Turquía             | 21  | 10 | 6  | 3  | 1  | 18 | 8  | 10  |
| Eslovaquia          | 17  | 10 | 5  | 2  | 3  | 16 | 9  | 7   |
| Macedonia del Norte | 7   | 10 | 1  | 4  | 5  | 11 | 18 | -7  |
| Moldavia            | 6   | 10 | 1  | 3  | 6  | 6  | 20 | -14 |
| Azerbaiyán          | 5   | 10 | 1  | 2  | 7  | 4  | 17 | -13 |

| Fecha                   | Lugar      |            |  | Resultado |  |            |
| ----------------------- | ---------- | ---------- |  | --------- |  | ---------- |
| 2 de septiembre de 2000 | Estambul   | Turquía    |  | 2:0 (1:0) |  | Moldavia   |
| 7 de octubre de 2000    | Gothenburg | Suecia     |  | 1:1 (0:0) |  | Turquía    |
| 11 de octubre de 2000   | Bakú       | Azerbaiyán |  | 0:1 (0:0) |  | Turquía    |
| 24 de marzo de 2001     | Estambul   | Turquía    |  | 1:1 (0:0) |  | Eslovaquia |
| 28 de marzo de 2001     | Skopje     | Macedonia  |  | 1:2 (1:0) |  | Turquía    |
| 2 de junio de 2001      | Estambul   | Turquía    |  | 3:0 (3:0) |  | Azerbaiyán |
| 6 de junio de 2001      | Bursa      | Turquía    |  | 3:3 (1:2) |  | Macedonia  |
| 1 de septiembre de 2001 | Bratislava | Eslovaquia |  | 0:1 (0:1) |  | Turquía    |
| 5 de septiembre de 2001 | Estambul   | Turquía    |  | 1:2 (0:0) |  | Suecia     |
| 6 de octubre de 2001    | Chisináu   | Moldavia   |  | 0:3 (0:1) |  | Turquía    |

### Repesca
| 10 de noviembre de 2001 | Austria | 0:1 (0:0) | Turquía        | Ernst Happel Stadion, Viena                                        |                                                                    |
|                         |         |           | Okan Buruk 60' | Asistencia: 50.000 espectadores Árbitro(s): Manuel Mejuto González | Asistencia: 50.000 espectadores Árbitro(s): Manuel Mejuto González |

| 14 de noviembre de 2001 | Turquía                                                                 | 5:0 (3:0) (Global 6:0) | Austria | Ali Sami Yen, Estambul                                        |                                                               |
|                         | Y. Basturk 21' · Hakan Şükür 31' · Okan Buruk 45' · Arif Erdem 69', 85' |                        |         | Asistencia: 22.000 espectadores Árbitro(s): Pierluigi Collina | Asistencia: 22.000 espectadores Árbitro(s): Pierluigi Collina |

## Jugadores
Entrenador:  Şenol Güneş
| No. | Pos. | Jugador          | Fecha de nacimiento (edad)        | Apa. | Club             |
| --- | ---- | ---------------- | --------------------------------- | ---- | ---------------- |
| 1   | POR  | Rüştü Reçber     | 10 de mayo de 1973 (29 años)      | 64   | Fenerbahçe       |
| 2   | DEF  | Emre Aşık        | 13 de diciembre de 1973 (28 años) | 16   | Galatasaray      |
| 3   | DEF  | Bülent Korkmaz   | 24 de noviembre de 1968 (33 años) | 68   | Galatasaray      |
| 4   | DEF  | Fatih Akyel      | 26 de diciembre de 1977 (24 años) | 36   | Fenerbahçe       |
| 5   | DEF  | Alpay Özalan     | 29 de mayo de 1973 (29 años)      | 62   | Aston Villa      |
| 6   | DEL  | Arif Erdem       | 2 de enero de 1972 (30 años)      | 50   | Galatasaray      |
| 7   | MED  | Okan Buruk       | 19 de octubre de 1973 (28 años)   | 26   | Inter Milan      |
| 8   | MED  | Tugay Kerimoğlu  | 24 de agosto de 1970 (31 años)    | 69   | Blackburn Rovers |
| 9   | DEL  | Hakan Şükür      | 1 de septiembre de 1971 (30 años) | 73   | Parma            |
| 10  | MED  | Yıldıray Baştürk | 24 de diciembre de 1978 (23 años) | 13   | Bayer Leverkusen |
| 11  | DEL  | Hasan Şaş        | 1 de agosto de 1976 (25 años)     | 14   | Galatasaray      |
| 12  | POR  | Ömer Çatkıç      | 15 de octubre de 1974 (27 años)   | 6    | Gaziantepspor    |
| 13  | MED  | Muzzy Izzet      | 31 de octubre de 1974 (27 años)   | 7    | Leicester City   |
| 14  | MED  | Tayfur Havutçu   | 23 de abril de 1970 (32 años)     | 39   | Beşiktaş         |
| 15  | DEL  | Nihat Kahveci    | 23 de noviembre de 1979 (22 años) | 11   | Real Sociedad    |
| 16  | DEF  | Ümit Özat        | 30 de octubre de 1976 (25 años)   | 14   | Fenerbahçe       |
| 17  | DEL  | İlhan Mansız     | 10 de agosto de 1975 (26 años)    | 6    | Beşiktaş         |
| 18  | MED  | Ergün Penbe      | 17 de mayo de 1972 (30 años)      | 21   | Galatasaray      |
| 19  | MED  | Abdullah Ercan   | 8 de diciembre de 1971 (30 años)  | 70   | Fenerbahçe       |
| 20  | DEF  | Hakan Ünsal      | 14 de mayo de 1973 (29 años)      | 25   | Blackburn Rovers |
| 21  | MED  | Emre Belözoğlu   | 7 de septiembre de 1980 (21 años) | 11   | Inter Milan      |
| 22  | MED  | Ümit Davala      | 30 de julio de 1973 (28 años)     | 24   | Milan            |
| 23  | POR  | Zafer Özgültekin | 10 de marzo de 1975 (27 años)     | 1    | Ankaragücü       |

## Participación
- Los horarios corresponden a la hora local de Corea del Sur y Japón (UTC+9).

### Grupo C
| Selección  | Pts | PJ | PG | PE | PP | GF | GC | Dif |
| ---------- | --- | -- | -- | -- | -- | -- | -- | --- |
| Brasil     | 9   | 3  | 3  | 0  | 0  | 11 | 3  | 8   |
| Turquía    | 4   | 3  | 1  | 1  | 1  | 5  | 3  | 2   |
| Costa Rica | 4   | 3  | 1  | 1  | 1  | 5  | 6  | -1  |
| China      | 0   | 3  | 0  | 0  | 3  | 0  | 9  | -9  |

| 3 de junio de 2002, 18:00 | Brasil                           | 2:1 (0:1) | Turquía         | Estadio Munsu, Ulsan                                      |                                                           |
|                           | Ronaldo 50' · Rivaldo 87' (pen.) | Reporte   | Hasan Şaş 45+2' | Asistencia: 33.842 espectadores Árbitro(s): Young-Joo Kim | Asistencia: 33.842 espectadores Árbitro(s): Young-Joo Kim |

| 1          | POR        | Marcos              |     |
| 2          | DEF        | Cafú                |     |
| 3          | DEF        | Lúcio               |     |
| 4          | DEF        | Roque Júnior        |     |
| 5          | DEF        | Edmilson            |     |
| 6          | DEF        | Roberto Carlos      |     |
| 8          | MED        | Gilberto Silva      |     |
| 11         | MED        | Ronaldinho          | 67' |
| 19         | MED        | Juninho Paulista    | 72' |
| 10         | MED        | Rivaldo             |     |
| 9          | DEL        | Ronaldo             | 73' |
| Entrenador | Entrenador | Luiz Felipe Scolari |     |

| 1          | POR        | Rüştü Reçber     |     |
| 3          | DEF        | Bülent Korkmaz   | 66' |
| 4          | DEF        | Fatih Akyel      |     |
| 5          | DEF        | Alpay Özalan     |     |
| 16         | DEF        | Ümit Özat        |     |
| 20         | DEF        | Hakan Ünsal      |     |
| 8          | MED        | Tugay Kerimoğlu  | 88' |
| 10         | MED        | Yıldıray Baştürk | 66' |
| 21         | MED        | Emre Belözoğlu   |     |
| 11         | DEL        | Hasan Şaş        |     |
| 9          | DEL        | Hakan Sukür      |     |
| Entrenador | Entrenador | Şenol Güneş      |     |

| 17 | DEL | Denilson | 67' |
| 18 | MED | Vampeta  | 72' |
| 21 | DEL | Luizao   | 73' |

| 17 | DEF | İlhan Mansız | 66' |
| 22 | MED | Ümit Davala  | 66' |
| 6  | DEL | Arif Erdem   | 88' |

| Anotado         | 50' | Ronaldo | 1–1 |
| Anotado · Penal | 87' | Rivaldo | 2–1 |

| Anotado | 45+2' | Hasan Şaş | 0–1 |

| Amonestado | 73' | Denilson |

| Amonestado                               | 21'  | Fatih Akyel  |
| Amonestado                               | 24'  | Hakan Ünsal  |
| Amonestado                               | 44'  | Alpay Özalan |
| Otorgado · Otorgado otra vez · Expulsado | 86'  | Alpay Özalan |
| Otorgado · Otorgado otra vez · Expulsado | 90+4 | Hakan Ünsal  |

| Árbitro             | Kim Young Joo      |
| Árbitros asistentes | Virva Krishnam     |
| Árbitros asistentes | Vladimir Fernández |
| Cuarto árbitro      | Vitor Melo Pereira |

| 1          | POR        | Marcos              |     |
| 2          | DEF        | Cafú                |     |
| 3          | DEF        | Lúcio               |     |
| 4          | DEF        | Roque Júnior        |     |
| 5          | DEF        | Edmilson            |     |
| 6          | DEF        | Roberto Carlos      |     |
| 8          | MED        | Gilberto Silva      |     |
| 11         | MED        | Ronaldinho          | 67' |
| 19         | MED        | Juninho Paulista    | 72' |
| 10         | MED        | Rivaldo             |     |
| 9          | DEL        | Ronaldo             | 73' |
| Entrenador | Entrenador | Luiz Felipe Scolari |     |

| 1          | POR        | Rüştü Reçber     |     |
| 3          | DEF        | Bülent Korkmaz   | 66' |
| 4          | DEF        | Fatih Akyel      |     |
| 5          | DEF        | Alpay Özalan     |     |
| 16         | DEF        | Ümit Özat        |     |
| 20         | DEF        | Hakan Ünsal      |     |
| 8          | MED        | Tugay Kerimoğlu  | 88' |
| 10         | MED        | Yıldıray Baştürk | 66' |
| 21         | MED        | Emre Belözoğlu   |     |
| 11         | DEL        | Hasan Şaş        |     |
| 9          | DEL        | Hakan Sukür      |     |
| Entrenador | Entrenador | Şenol Güneş      |     |

| 17 | DEL | Denilson | 67' |
| 18 | MED | Vampeta  | 72' |
| 21 | DEL | Luizao   | 73' |

| 17 | DEF | İlhan Mansız | 66' |
| 22 | MED | Ümit Davala  | 66' |
| 6  | DEL | Arif Erdem   | 88' |

| Anotado         | 50' | Ronaldo | 1–1 |
| Anotado · Penal | 87' | Rivaldo | 2–1 |

| Anotado | 45+2' | Hasan Şaş | 0–1 |

| Amonestado | 73' | Denilson |

| Amonestado                               | 21'  | Fatih Akyel  |
| Amonestado                               | 24'  | Hakan Ünsal  |
| Amonestado                               | 44'  | Alpay Özalan |
| Otorgado · Otorgado otra vez · Expulsado | 86'  | Alpay Özalan |
| Otorgado · Otorgado otra vez · Expulsado | 90+4 | Hakan Ünsal  |

| Árbitro             | Kim Young Joo      |
| Árbitros asistentes | Virva Krishnam     |
| Árbitros asistentes | Vladimir Fernández |
| Cuarto árbitro      | Vitor Melo Pereira |

| \| Estadísticas \| \| \| \| Tiros \| 19 \| 6 \| \| Tiros al arco \| 12 \| 4 \| \| Faltas \| 18 \| 22 \| \| Tiros de esquina \| 4 \| 3 \| \| Tiros libres \| 0 \| 0 \| \| Penales \| 1 (1) \| 0 \| \| Posesión del balón \| 50% \| 50% \| |                   |                    |
| Estadísticas | Bandera de Brasil | Bandera de Turquía |
| Tiros | 19                | 6                  |
| Tiros al arco | 12                | 4                  |
| Faltas | 18                | 22                 |
| Tiros de esquina | 4                 | 3                  |
| Tiros libres | 0                 | 0                  |
| Penales | 1 (1)             | 0                  |
| Posesión del balón | 50%               | 50%                |

| 9 de junio de 2002, 18:00 | Costa Rica | 1:1 (0:0) | Turquía  | Estadio Munhak, Incheon                                  |                                                          |
|                           | Parks 86'  | Reporte   | Emre 56' | Asistencia: 42.299 espectadores Árbitro(s): Coffi Codjia | Asistencia: 42.299 espectadores Árbitro(s): Coffi Codjia |

| 1          | POR        | Erick Lonnis        |     |
| 3          | DEF        | Luis Marín          |     |
| 4          | DEF        | Mauricio Wright     |     |
| 5          | DEF        | Gilberto Martínez   |     |
| 15         | DEF        | Harold Wallace      | 77' |
| 22         | DEF        | Carlos Castro       |     |
| 6          | MED        | Wilmer López        | 77' |
| 8          | MED        | Mauricio Solís      |     |
| 10         | MED        | Walter Centeno      | 66' |
| 9          | DEL        | Paulo Wanchope      |     |
| 11         | DEL        | Rónald Gómez        |     |
| Entrenador | Entrenador | Alexandre Guimaraes |     |

| 1          | POR        | Rüştü Reçber     |     |
| 2          | DEF        | Emre Aşık        |     |
| 4          | DEF        | Fatih Akyel      |     |
| 16         | DEF        | Ümit Özat        |     |
| 8          | MED        | Tugay Kerimoğlu  | 88' |
| 10         | MED        | Yıldıray Baştürk | 80' |
| 18         | MED        | Ergün Penbe      |     |
| 21         | MED        | Emre Belözoğlu   |     |
| 22         | MED        | Ümit Davala      |     |
| 11         | DEL        | Hasan Şaş        |     |
| 9          | DEL        | Hakan Şükür      | 75' |
| Entrenador | Entrenador | Şenol Güneş      |     |

| 17 | DEL | Hernan Medford | 66' |
| 12 | DEL | Winston Parks  | 77' |
| 16 | DEL | Stevens Bryce  | 77' |

| 17 | DEL | İlhan Mansız  | 75' |
| 15 | DEL | Nihat Kahveci | 80' |
| 6  | DEL | Arif Erdem    | 88' |

| Anotado | 86' | Winston Parks | 1–1 |

| Anotado | 56' | Emre Belözoğlu | 0–1 |

| Amonestado | 24' | Gilberto Martínez |
| Amonestado | 43' | Carlos Castro     |

| Amonestado | 20' | Emre Aşık       |
| Amonestado | 45' | Tugay Kerimoğlu |
| Amonestado | 89' | Emre Belözoğlu  |

| Árbitro             | Coffi Codjia       |
| Árbitros asistentes | Dramane Dante      |
| Árbitros asistentes | Brighton Mudzamiri |
| Cuarto árbitro      | Óscar Ruiz         |

| 1          | POR        | Erick Lonnis        |     |
| 3          | DEF        | Luis Marín          |     |
| 4          | DEF        | Mauricio Wright     |     |
| 5          | DEF        | Gilberto Martínez   |     |
| 15         | DEF        | Harold Wallace      | 77' |
| 22         | DEF        | Carlos Castro       |     |
| 6          | MED        | Wilmer López        | 77' |
| 8          | MED        | Mauricio Solís      |     |
| 10         | MED        | Walter Centeno      | 66' |
| 9          | DEL        | Paulo Wanchope      |     |
| 11         | DEL        | Rónald Gómez        |     |
| Entrenador | Entrenador | Alexandre Guimaraes |     |

| 1          | POR        | Rüştü Reçber     |     |
| 2          | DEF        | Emre Aşık        |     |
| 4          | DEF        | Fatih Akyel      |     |
| 16         | DEF        | Ümit Özat        |     |
| 8          | MED        | Tugay Kerimoğlu  | 88' |
| 10         | MED        | Yıldıray Baştürk | 80' |
| 18         | MED        | Ergün Penbe      |     |
| 21         | MED        | Emre Belözoğlu   |     |
| 22         | MED        | Ümit Davala      |     |
| 11         | DEL        | Hasan Şaş        |     |
| 9          | DEL        | Hakan Şükür      | 75' |
| Entrenador | Entrenador | Şenol Güneş      |     |

| 17 | DEL | Hernan Medford | 66' |
| 12 | DEL | Winston Parks  | 77' |
| 16 | DEL | Stevens Bryce  | 77' |

| 17 | DEL | İlhan Mansız  | 75' |
| 15 | DEL | Nihat Kahveci | 80' |
| 6  | DEL | Arif Erdem    | 88' |

| Anotado | 86' | Winston Parks | 1–1 |

| Anotado | 56' | Emre Belözoğlu | 0–1 |

| Amonestado | 24' | Gilberto Martínez |
| Amonestado | 43' | Carlos Castro     |

| Amonestado | 20' | Emre Aşık       |
| Amonestado | 45' | Tugay Kerimoğlu |
| Amonestado | 89' | Emre Belözoğlu  |

| Árbitro             | Coffi Codjia       |
| Árbitros asistentes | Dramane Dante      |
| Árbitros asistentes | Brighton Mudzamiri |
| Cuarto árbitro      | Óscar Ruiz         |

| \| Estadísticas \| \| \| \| Tiros \| 13 \| 10 \| \| Tiros al arco \| 3 \| 5 \| \| Faltas \| 15 \| 10 \| \| Tiros de esquina \| 3 \| 5 \| \| Tiros libres \| 0 \| 0 \| \| Penales \| 0 \| 0 \| \| Posesión del balón \| 45% \| 55% \| |                       |                    |
| Estadísticas | Bandera de Costa Rica | Bandera de Turquía |
| Tiros | 13                    | 10                 |
| Tiros al arco | 3                     | 5                  |
| Faltas | 15                    | 10                 |
| Tiros de esquina | 3                     | 5                  |
| Tiros libres | 0                     | 0                  |
| Penales | 0                     | 0                  |
| Posesión del balón | 45%                   | 55%                |

| 13 de junio de 2002, 15:30 | Turquía                                | 3:0 (2:0) | China | Estadio Mundialista, Seúl                              |                                                        |
|                            | Hasan Şaş 6' · Korkmaz 9' · Davala 85' | Reporte   |       | Asistencia: 43.605 espectadores Árbitro(s): Óscar Ruiz | Asistencia: 43.605 espectadores Árbitro(s): Óscar Ruiz |

| 1          | POR        | Rüştü Reçber     | 35' |
| 2          | DEF        | Emre Aşık        |     |
| 3          | DEF        | Bülent Korkmaz   |     |
| 4          | DEF        | Fatih Akyel      |     |
| 20         | DEF        | Hakan Ünsal      |     |
| 8          | MED        | Tugay Kerimoğlu  | 84' |
| 10         | MED        | Yıldıray Baştürk | 70' |
| 21         | MED        | Emre Belözoğlu   |     |
| 22         | MED        | Ümit Davala      |     |
| 11         | DEL        | Hasan Şaş        |     |
| 9          | DEL        | Hakan Şükür      |     |
| Entrenador | Entrenador | Şenol Güneş      |     |

| 22         | POR        | Jiang Jin        |     |
| 3          | DEF        | Yang Pu          |     |
| 4          | DEF        | Wu Chengying     | 46' |
| 17         | DEF        | Du Wei           |     |
| 14         | DEF        | Li Weifing       |     |
| 21         | DEF        | Xu Yunlong       |     |
| 8          | MED        | Li Tie           |     |
| 15         | MED        | Zhao Junzhe      |     |
| 18         | MED        | Li Xianpeng      |     |
| 20         | DEL        | Yang Chen        | 73' |
| 10         | DEL        | Hao Haidong      | 73' |
| Entrenador | Entrenador | Bora Milutinovic |     |

| 12 | POR | Ömer Çatkıç    | 35' |
| 17 | DEL | İlhan Mansız   | 70' |
| 14 | MED | Tayfur Havutçu | 84' |

| 6  | MED | Shao Jiayi | 46' |
| 11 | MED | Yu Genwei  | 73' |
| 16 | DEL | Qu Bo      | 73' |

| Anotado | 6'  | Hasan Şaş      | 1–0 |
| Anotado | 9'  | Bülent Korkmaz | 2–0 |
| Anotado | 85' | Ümit Davala    | 3–0 |

| Amonestado | 19' | Emre Aşık      |
| Amonestado | 30' | Emre Belözoğlu |
| Amonestado | 81' | Hasan Şaş      |

| Amonestado | 45+1' | Yang Pu    |
| Expulsado  | 58'   | Shao Jiayi |

| Árbitro             | Óscar Ruiz     |
| Árbitros asistentes | Ali Tomusange  |
| Árbitros asistentes | Curtis Charles |
| Cuarto árbitro      | Byron Moreno   |

| 1          | POR        | Rüştü Reçber     | 35' |
| 2          | DEF        | Emre Aşık        |     |
| 3          | DEF        | Bülent Korkmaz   |     |
| 4          | DEF        | Fatih Akyel      |     |
| 20         | DEF        | Hakan Ünsal      |     |
| 8          | MED        | Tugay Kerimoğlu  | 84' |
| 10         | MED        | Yıldıray Baştürk | 70' |
| 21         | MED        | Emre Belözoğlu   |     |
| 22         | MED        | Ümit Davala      |     |
| 11         | DEL        | Hasan Şaş        |     |
| 9          | DEL        | Hakan Şükür      |     |
| Entrenador | Entrenador | Şenol Güneş      |     |

| 22         | POR        | Jiang Jin        |     |
| 3          | DEF        | Yang Pu          |     |
| 4          | DEF        | Wu Chengying     | 46' |
| 17         | DEF        | Du Wei           |     |
| 14         | DEF        | Li Weifing       |     |
| 21         | DEF        | Xu Yunlong       |     |
| 8          | MED        | Li Tie           |     |
| 15         | MED        | Zhao Junzhe      |     |
| 18         | MED        | Li Xianpeng      |     |
| 20         | DEL        | Yang Chen        | 73' |
| 10         | DEL        | Hao Haidong      | 73' |
| Entrenador | Entrenador | Bora Milutinovic |     |

| 12 | POR | Ömer Çatkıç    | 35' |
| 17 | DEL | İlhan Mansız   | 70' |
| 14 | MED | Tayfur Havutçu | 84' |

| 6  | MED | Shao Jiayi | 46' |
| 11 | MED | Yu Genwei  | 73' |
| 16 | DEL | Qu Bo      | 73' |

| Anotado | 6'  | Hasan Şaş      | 1–0 |
| Anotado | 9'  | Bülent Korkmaz | 2–0 |
| Anotado | 85' | Ümit Davala    | 3–0 |

| Amonestado | 19' | Emre Aşık      |
| Amonestado | 30' | Emre Belözoğlu |
| Amonestado | 81' | Hasan Şaş      |

| Amonestado | 45+1' | Yang Pu    |
| Expulsado  | 58'   | Shao Jiayi |

| Árbitro             | Óscar Ruiz     |
| Árbitros asistentes | Ali Tomusange  |
| Árbitros asistentes | Curtis Charles |
| Cuarto árbitro      | Byron Moreno   |

| \| Estadísticas \| \| \| \| Tiros \| 16 \| 6 \| \| Tiros al arco \| 8 \| 4 \| \| Faltas \| 22 \| 19 \| \| Tiros de esquina \| 8 \| 5 \| \| Tiros libres \| 0 \| 0 \| \| Penales \| 0 \| 0 \| \| Posesión del balón \| 53% \| 47% \| |                    |                                       |
| Estadísticas | Bandera de Turquía | Bandera de la República Popular China |
| Tiros | 16                 | 6                                     |
| Tiros al arco | 8                  | 4                                     |
| Faltas | 22                 | 19                                    |
| Tiros de esquina | 8                  | 5                                     |
| Tiros libres | 0                  | 0                                     |
| Penales | 0                  | 0                                     |
| Posesión del balón | 53%                | 47%                                   |

### Octavos de final
| 18 de junio de 2002, 15:30 | Japón | 0:1 (0:1) | Turquía    | Estadio de Miyagi, Miyagi                                     |                                                               |
|                            |       | Reporte   | Davala 12' | Asistencia: 45.666 espectadores Árbitro(s): Pierluigi Collina | Asistencia: 45.666 espectadores Árbitro(s): Pierluigi Collina |

| 12         | POR        | Seigo Narazaki     |     |
| 3          | DEF        | Naoki Matsuda      |     |
| 16         | DEF        | Koji Nakata        |     |
| 17         | DEF        | Tsuneyasu Miyamoto |     |
| 5          | MED        | Junichi Inamoto    | 46' |
| 7          | MED        | Hidetoshi Nakata   |     |
| 14         | MED        | Alessandro Santos  | 46' |
| 18         | MED        | Shinji Ono         |     |
| 20         | MED        | Tomokazu Myōjin    |     |
| 21         | MED        | Kazuyuki Toda      |     |
| 9          | DEL        | Akinori Nishizawa  |     |
| Entrenador | Entrenador | Philippe Troussier |     |

| 1          | POR        | Rüştü Reçber     |     |
| 3          | DEF        | Bülent Korkmaz   |     |
| 4          | DEF        | Fatih Akyel      |     |
| 5          | DEF        | Alpay Özalan     |     |
| 20         | DEF        | Hakan Ünsal      |     |
| 8          | MED        | Tugay Kerimoğlu  |     |
| 10         | MED        | Yıldıray Baştürk | 90' |
| 18         | MED        | Ergün Penbe      |     |
| 22         | MED        | Ümit Davala      | 74' |
| 11         | DEL        | Hasan Şaş        | 85' |
| 9          | DEL        | Hakan Şükür      |     |
| Entrenador | Entrenador | Şenol Güneş      |     |

| 11 | DEL | Takayuki Suzuki   | 46'     |
| 22 | MED | Daisuke Ichikawa  | 46' 86' |
| 8  | DEL | Hiroaki Morishima | 86'     |

| 15 | DEL | Nihat Kahveci  | 74' |
| 14 | MED | Tayfur Havutçu | 85' |
| 17 | DEL | İlhan Mansız   | 90' |

|  |

| Anotado | 12' | Ümit Davala | 0–1 |

| Amonestado | 45' | Kazuyuki Toda |

| Amonestado | 21'   | Alpay Özalan |
| Amonestado | 44'   | Ergun Perbe  |
| Amonestado | 90+1' | Hakan Şükür  |

| Árbitro             | Pierluigi Collina  |
| Árbitros asistentes | Maciej Wierzbowski |
| Árbitros asistentes | Paul Smith         |
| Cuarto árbitro      | Graham Poll        |

| 12         | POR        | Seigo Narazaki     |     |
| 3          | DEF        | Naoki Matsuda      |     |
| 16         | DEF        | Koji Nakata        |     |
| 17         | DEF        | Tsuneyasu Miyamoto |     |
| 5          | MED        | Junichi Inamoto    | 46' |
| 7          | MED        | Hidetoshi Nakata   |     |
| 14         | MED        | Alessandro Santos  | 46' |
| 18         | MED        | Shinji Ono         |     |
| 20         | MED        | Tomokazu Myōjin    |     |
| 21         | MED        | Kazuyuki Toda      |     |
| 9          | DEL        | Akinori Nishizawa  |     |
| Entrenador | Entrenador | Philippe Troussier |     |

| 1          | POR        | Rüştü Reçber     |     |
| 3          | DEF        | Bülent Korkmaz   |     |
| 4          | DEF        | Fatih Akyel      |     |
| 5          | DEF        | Alpay Özalan     |     |
| 20         | DEF        | Hakan Ünsal      |     |
| 8          | MED        | Tugay Kerimoğlu  |     |
| 10         | MED        | Yıldıray Baştürk | 90' |
| 18         | MED        | Ergün Penbe      |     |
| 22         | MED        | Ümit Davala      | 74' |
| 11         | DEL        | Hasan Şaş        | 85' |
| 9          | DEL        | Hakan Şükür      |     |
| Entrenador | Entrenador | Şenol Güneş      |     |

| 11 | DEL | Takayuki Suzuki   | 46'     |
| 22 | MED | Daisuke Ichikawa  | 46' 86' |
| 8  | DEL | Hiroaki Morishima | 86'     |

| 15 | DEL | Nihat Kahveci  | 74' |
| 14 | MED | Tayfur Havutçu | 85' |
| 17 | DEL | İlhan Mansız   | 90' |

|  |

| Anotado | 12' | Ümit Davala | 0–1 |

| Amonestado | 45' | Kazuyuki Toda |

| Amonestado | 21'   | Alpay Özalan |
| Amonestado | 44'   | Ergun Perbe  |
| Amonestado | 90+1' | Hakan Şükür  |

| Árbitro             | Pierluigi Collina  |
| Árbitros asistentes | Maciej Wierzbowski |
| Árbitros asistentes | Paul Smith         |
| Cuarto árbitro      | Graham Poll        |

| \| Estadísticas \| \| \| \| Tiros \| 7 \| 7 \| \| Tiros al arco \| 4 \| 4 \| \| Faltas \| 1 \| 3 \| \| Tiros de esquina \| 8 \| 4 \| \| Tiros libres \| 0 \| 0 \| \| Penales \| 0 \| 0 \| \| Posesión de balón \| 58% \| 42% \| |                  |                    |
| Estadísticas | Bandera de Japón | Bandera de Turquía |
| Tiros | 7                | 7                  |
| Tiros al arco | 4                | 4                  |
| Faltas | 1                | 3                  |
| Tiros de esquina | 8                | 4                  |
| Tiros libres | 0                | 0                  |
| Penales | 0                | 0                  |
| Posesión de balón | 58%              | 42%                |

### Cuartos de final
| 22 de junio de 2002, 20:30 | Senegal | 0:1 (0:0, 0:0) (t. s.) | Turquía    | Estadio Nagai, Osaka                                   |                                                        |
|                            |         | Reporte                | Mansız 94' | Asistencia: 44.233 espectadores Árbitro(s): Óscar Ruiz | Asistencia: 44.233 espectadores Árbitro(s): Óscar Ruiz |

| 1          | POR        | Tony Sylva       |  |
| 2          | DEF        | Omar Daf         |  |
| 4          | DEF        | Papa Malick Diop |  |
| 6          | DEF        | Aliou Cissé      |  |
| 13         | DEF        | Lamine Diatta    |  |
| 17         | DEF        | Ferdinand Coly   |  |
| 10         | MED        | Khalilou Fadiga  |  |
| 15         | MED        | Salif Diao       |  |
| 19         | MED        | Papa Bouba Diop  |  |
| 7          | DEL        | Henri Camara     |  |
| 11         | DEL        | El Hadji Diouf   |  |
| Entrenador | Entrenador | Bruno Metsu      |  |

| 1          | POR        | Rüştü Reçber     |     |
| 2          | DEF        | Emre Aşık        |     |
| 3          | DEF        | Bülent Korkmaz   |     |
| 4          | DEF        | Fatih Akyel      |     |
| 8          | MED        | Tugay Kerimoğlu  |     |
| 10         | MED        | Yıldıray Baştürk |     |
| 18         | MED        | Ergün Penbe      |     |
| 21         | MED        | Emre Belözoğlu   | 91' |
| 22         | MED        | Ümit Davala      |     |
| 11         | DEL        | Hasan Şaş        |     |
| 9          | DEL        | Hakan Şükür      | 67' |
| Entrenador | Entrenador | Şenol Güneş      |     |

|  |

| 17 | DEL | İlhan Mansız | 67' |
| 6  | DEL | Arif Erdem   | 91' |

|  |

| Gol de oro anotado | 94' | İlhan Mansız | 0–1 |

| Amonestado | 12' | Omar Daf    |
| Amonestado | 63' | Aliou Cisse |

| Amonestado | 22' | Emre Belözoğlu |
| Amonestado | 87' | İlhan Mansız   |

| Árbitro             | Óscar Ruiz        |
| Árbitros asistentes | Jorge Rattalino   |
| Árbitros asistentes | Miguel Giacomuzzi |
| Cuarto árbitro      | Gilles Veissiere  |

| 1          | POR        | Tony Sylva       |  |
| 2          | DEF        | Omar Daf         |  |
| 4          | DEF        | Papa Malick Diop |  |
| 6          | DEF        | Aliou Cissé      |  |
| 13         | DEF        | Lamine Diatta    |  |
| 17         | DEF        | Ferdinand Coly   |  |
| 10         | MED        | Khalilou Fadiga  |  |
| 15         | MED        | Salif Diao       |  |
| 19         | MED        | Papa Bouba Diop  |  |
| 7          | DEL        | Henri Camara     |  |
| 11         | DEL        | El Hadji Diouf   |  |
| Entrenador | Entrenador | Bruno Metsu      |  |

| 1          | POR        | Rüştü Reçber     |     |
| 2          | DEF        | Emre Aşık        |     |
| 3          | DEF        | Bülent Korkmaz   |     |
| 4          | DEF        | Fatih Akyel      |     |
| 8          | MED        | Tugay Kerimoğlu  |     |
| 10         | MED        | Yıldıray Baştürk |     |
| 18         | MED        | Ergün Penbe      |     |
| 21         | MED        | Emre Belözoğlu   | 91' |
| 22         | MED        | Ümit Davala      |     |
| 11         | DEL        | Hasan Şaş        |     |
| 9          | DEL        | Hakan Şükür      | 67' |
| Entrenador | Entrenador | Şenol Güneş      |     |

|  |

| 17 | DEL | İlhan Mansız | 67' |
| 6  | DEL | Arif Erdem   | 91' |

|  |

| Gol de oro anotado | 94' | İlhan Mansız | 0–1 |

| Amonestado | 12' | Omar Daf    |
| Amonestado | 63' | Aliou Cisse |

| Amonestado | 22' | Emre Belözoğlu |
| Amonestado | 87' | İlhan Mansız   |

| Árbitro             | Óscar Ruiz        |
| Árbitros asistentes | Jorge Rattalino   |
| Árbitros asistentes | Miguel Giacomuzzi |
| Cuarto árbitro      | Gilles Veissiere  |

| \| Estadísticas \| \| \| \| Tiros \| 7 \| 5 \| \| Tiros al arco \| 2 \| 2 \| \| Faltas \| 18 \| 18 \| \| Tiros de esquina \| 1 \| 7 \| \| Tiros libres \| 0 \| 0 \| \| Penales \| 0 \| 0 \| \| Fuera de juego \| 2 \| 2 \| \| Posesión de balón \| 42% \| 58% \| |                    |                    |
| Estadísticas | Bandera de Senegal | Bandera de Turquía |
| Tiros | 7                  | 5                  |
| Tiros al arco | 2                  | 2                  |
| Faltas | 18                 | 18                 |
| Tiros de esquina | 1                  | 7                  |
| Tiros libres | 0                  | 0                  |
| Penales | 0                  | 0                  |
| Fuera de juego | 2                  | 2                  |
| Posesión de balón | 42%                | 58%                |

### Semifinales
| 26 de junio de 2002, 20:30 | Brasil      | 1:0 (0:0) | Turquía | Estadio Saitama 2002, Saitama                                  |                                                                |
|                            | Ronaldo 49' | Reporte   |         | Asistencia: 61.058 espectadores Árbitro(s): Kim Milton Nielsen | Asistencia: 61.058 espectadores Árbitro(s): Kim Milton Nielsen |

| 1          | POR        | Marcos              |     |
| 2          | DEF        | Cafú                |     |
| 3          | DEF        | Lúcio               |     |
| 4          | DEF        | Roque Júnior        |     |
| 5          | DEF        | Edmílson            |     |
| 6          | DEF        | Roberto Carlos      |     |
| 8          | MED        | Gilberto Silva      |     |
| 15         | MED        | Kléberson           | 85' |
| 10         | MED        | Rivaldo             |     |
| 20         | DEL        | Edílson             | 75' |
| 9          | DEL        | Ronaldo             | 68' |
| Entrenador | Entrenador | Luiz Felipe Scolari |     |

| 1          | POR        | Rüştü Reçber     |     |
| 3          | DEF        | Bülent Korkmaz   |     |
| 4          | DEF        | Fatih Akyel      |     |
| 5          | DEF        | Alpay Özalan     |     |
| 8          | MED        | Tugay Kerimoğlu  |     |
| 10         | MED        | Yıldıray Baştürk | 88' |
| 18         | MED        | Ergun Penbe      |     |
| 21         | MED        | Emre Belözoğlu   | 62' |
| 22         | MED        | Ümit Davala      | 74' |
| 11         | DEL        | Hasan Şaş        |     |
| 9          | DEL        | Hakan Sukür      |     |
| Entrenador | Entrenador | Şenol Güneş      |     |

| 21 | DEL | Luizao               | 68' |
| 17 | DEL | Denilson de Oliveira | 75' |
| 13 | DEF | Juliano Belletti     | 85' |

| 17 | DEL | İlhan Mansız | 62' |
| 13 | MED | Muzzy Izzet  | 74' |
| 6  | DEL | Arif Erdem   | 88' |

| Anotado | 49' | Ronaldo | 1–0 |

|  |

| Amonestado | 41' | Gilberto Silva |

| Amonestado | 59' | Tugay Kerimoğlu |
| Amonestado | 90' | Hasan Şaş       |

| Árbitro             | Kim Milton Nielsen |
| Árbitros asistentes | Maciej Wierzbowski |
| Árbitros asistentes | Igor Sramka        |
| Cuarto árbitro      | Brian Hall         |

| 1          | POR        | Marcos              |     |
| 2          | DEF        | Cafú                |     |
| 3          | DEF        | Lúcio               |     |
| 4          | DEF        | Roque Júnior        |     |
| 5          | DEF        | Edmílson            |     |
| 6          | DEF        | Roberto Carlos      |     |
| 8          | MED        | Gilberto Silva      |     |
| 15         | MED        | Kléberson           | 85' |
| 10         | MED        | Rivaldo             |     |
| 20         | DEL        | Edílson             | 75' |
| 9          | DEL        | Ronaldo             | 68' |
| Entrenador | Entrenador | Luiz Felipe Scolari |     |

| 1          | POR        | Rüştü Reçber     |     |
| 3          | DEF        | Bülent Korkmaz   |     |
| 4          | DEF        | Fatih Akyel      |     |
| 5          | DEF        | Alpay Özalan     |     |
| 8          | MED        | Tugay Kerimoğlu  |     |
| 10         | MED        | Yıldıray Baştürk | 88' |
| 18         | MED        | Ergun Penbe      |     |
| 21         | MED        | Emre Belözoğlu   | 62' |
| 22         | MED        | Ümit Davala      | 74' |
| 11         | DEL        | Hasan Şaş        |     |
| 9          | DEL        | Hakan Sukür      |     |
| Entrenador | Entrenador | Şenol Güneş      |     |

| 21 | DEL | Luizao               | 68' |
| 17 | DEL | Denilson de Oliveira | 75' |
| 13 | DEF | Juliano Belletti     | 85' |

| 17 | DEL | İlhan Mansız | 62' |
| 13 | MED | Muzzy Izzet  | 74' |
| 6  | DEL | Arif Erdem   | 88' |

| Anotado | 49' | Ronaldo | 1–0 |

|  |

| Amonestado | 41' | Gilberto Silva |

| Amonestado | 59' | Tugay Kerimoğlu |
| Amonestado | 90' | Hasan Şaş       |

| Árbitro             | Kim Milton Nielsen |
| Árbitros asistentes | Maciej Wierzbowski |
| Árbitros asistentes | Igor Sramka        |
| Cuarto árbitro      | Brian Hall         |

| \| Estadísticas \| \| \| \| Tiros \| 18 \| 9 \| \| Tiros al arco \| 11 \| 3 \| \| Faltas \| 18 \| 16 \| \| Tiros de esquina \| 7 \| 8 \| \| Tiros libres \| 0 \| 0 \| \| Penales \| 0 \| 0 \| \| Posesión del balón \| 44% \| 56% \| |                   |                    |
| Estadísticas | Bandera de Brasil | Bandera de Turquía |
| Tiros | 18                | 9                  |
| Tiros al arco | 11                | 3                  |
| Faltas | 18                | 16                 |
| Tiros de esquina | 7                 | 8                  |
| Tiros libres | 0                 | 0                  |
| Penales | 0                 | 0                  |
| Posesión del balón | 44%               | 56%                |

### Tercer lugar
| 29 de junio de 2002, 20:30                                                                    | Corea del Sur            | 2:3 (1:3) | Turquía                             | Estadio Mundialista, Daegu                            |                                                       |
|                                                                                               | E.Y. Lee 9' · Song 90+3' | Reporte   | Hakan Şükür 0'11'' · Mansız 13' 32' | Asistencia: 63.483 espectadores Árbitro(s): Saad Mane | Asistencia: 63.483 espectadores Árbitro(s): Saad Mane |
| El gol de Hakan Şükür a los 11 segundos es el gol más rápido en la historia de los mundiales. |                          |           |                                     |                                                       |                                                       |

| 1          | POR        | Lee Woon-Jae   |     |
| 15         | DEF        | Lee Min-Sung   |     |
| 20         | DEF        | Hong Myung-bo  | 46' |
| 6          | MED        | Yoo Sang-chul  |     |
| 10         | MED        | Lee Young-Pyo  |     |
| 13         | MED        | Lee Eul-Yong   | 65' |
| 19         | MED        | Ahn Jung-hwan  |     |
| 21         | MED        | Park Ji-Sung   |     |
| 22         | MED        | Song Chong-Gug |     |
| 14         | DEL        | Lee Chun-Soo   |     |
| 9          | DEL        | Seol Ki-hyeon  | 79' |
| Entrenador | Entrenador | Guus Hiddink   |     |

| 1          | POR        | Rüştü Reçber     |     |
| 3          | DEF        | Bülent Korkmaz   |     |
| 4          | DEF        | Fatih Akyel      |     |
| 5          | DEF        | Alpay Özalan     |     |
| 8          | MED        | Tugay Kerimoğlu  |     |
| 10         | MED        | Yıldıray Baştürk | 86' |
| 18         | MED        | Ergün Penbe      |     |
| 21         | MED        | Emre Belözoğlu   | 41' |
| 22         | MED        | Ümit Davala      | 76' |
| 17         | DEL        | İlhan Mansız     |     |
| 9          | DEL        | Hakan Şükür      |     |
| Entrenador | Entrenador | Şenol Güneş      |     |

| 7  | DEF | Kim Tae-Young | 46' |
| 16 | DEL | Cha Du-Ri     | 65' |
| 8  | MED | Choi Tae-Uk   | 79' |

| 20 | MED | Hakan Ünsal    | 41' |
| 7  | MED | Okan Buruk     | 76' |
| 14 | MED | Tayfur Havutçu | 86' |

| Anotado | 9'    | Lee Eul-Yong   | 1–1 |
| Anotado | 90+3' | Song Chong-Gug | 2–3 |

| Anotado | 1'  | Hakan Şükür  | 0–1 |
| Anotado | 13' | İlhan Mansız | 1–2 |
| Anotado | 32' | İlhan Mansız | 1–3 |

| Amonestado | 23' | Lee Eul-Yong |

| Amonestado | 50' | Tugay Kerimoğlu |
| Amonestado | 83' | Rüştü Reçber    |

| Árbitro             | Saad Mane         |
| Árbitros asistentes | Ali Altraifi      |
| Árbitros asistentes | Héctor Vergara    |
| Cuarto árbitro      | Felipe Ramos Rizo |

| 1          | POR        | Lee Woon-Jae   |     |
| 15         | DEF        | Lee Min-Sung   |     |
| 20         | DEF        | Hong Myung-bo  | 46' |
| 6          | MED        | Yoo Sang-chul  |     |
| 10         | MED        | Lee Young-Pyo  |     |
| 13         | MED        | Lee Eul-Yong   | 65' |
| 19         | MED        | Ahn Jung-hwan  |     |
| 21         | MED        | Park Ji-Sung   |     |
| 22         | MED        | Song Chong-Gug |     |
| 14         | DEL        | Lee Chun-Soo   |     |
| 9          | DEL        | Seol Ki-hyeon  | 79' |
| Entrenador | Entrenador | Guus Hiddink   |     |

| 1          | POR        | Rüştü Reçber     |     |
| 3          | DEF        | Bülent Korkmaz   |     |
| 4          | DEF        | Fatih Akyel      |     |
| 5          | DEF        | Alpay Özalan     |     |
| 8          | MED        | Tugay Kerimoğlu  |     |
| 10         | MED        | Yıldıray Baştürk | 86' |
| 18         | MED        | Ergün Penbe      |     |
| 21         | MED        | Emre Belözoğlu   | 41' |
| 22         | MED        | Ümit Davala      | 76' |
| 17         | DEL        | İlhan Mansız     |     |
| 9          | DEL        | Hakan Şükür      |     |
| Entrenador | Entrenador | Şenol Güneş      |     |

| 7  | DEF | Kim Tae-Young | 46' |
| 16 | DEL | Cha Du-Ri     | 65' |
| 8  | MED | Choi Tae-Uk   | 79' |

| 20 | MED | Hakan Ünsal    | 41' |
| 7  | MED | Okan Buruk     | 76' |
| 14 | MED | Tayfur Havutçu | 86' |

| Anotado | 9'    | Lee Eul-Yong   | 1–1 |
| Anotado | 90+3' | Song Chong-Gug | 2–3 |

| Anotado | 1'  | Hakan Şükür  | 0–1 |
| Anotado | 13' | İlhan Mansız | 1–2 |
| Anotado | 32' | İlhan Mansız | 1–3 |

| Amonestado | 23' | Lee Eul-Yong |

| Amonestado | 50' | Tugay Kerimoğlu |
| Amonestado | 83' | Rüştü Reçber    |

| Árbitro             | Saad Mane         |
| Árbitros asistentes | Ali Altraifi      |
| Árbitros asistentes | Héctor Vergara    |
| Cuarto árbitro      | Felipe Ramos Rizo |

| \| Estadísticas \| \| \| \| Tiros \| 20 \| 9 \| \| Tiros al arco \| 10 \| 6 \| \| Faltas \| 10 \| 15 \| \| Tiros de esquina \| 10 \| 4 \| \| Tiros libres \| 0 \| 0 \| \| Penales \| 0 \| 0 \| \| Fuera de juego \| 2 \| 5 \| \| Posesión del balón \| 54% \| 46% \| |                          |                    |
| Estadísticas | Bandera de Corea del Sur | Bandera de Turquía |
| Tiros | 20                       | 9                  |
| Tiros al arco | 10                       | 6                  |
| Faltas | 10                       | 15                 |
| Tiros de esquina | 10                       | 4                  |
| Tiros libres | 0                        | 0                  |
| Penales | 0                        | 0                  |
| Fuera de juego | 2                        | 5                  |
| Posesión del balón | 54%                      | 46%                |

## Curiosidades
- Turquía fue la primera y hasta ahora única selección en derrotar a ambos anfitriones: Japón en octavos de final y Corea del Sur en el partido por el tercer puesto.
- El gol de Hakan Sükür a los 11 segundos en el partido por el tercer lugar, fue el gol más rápido de todas las ediciones de Copa Mundial de Fútbol.
- İlhan Mansız convirtió el primer gol de oro para la selección de Turquía, permitiendo clasificar por primera vez a una mayor instancia (semifinales).